# Manfred Stumpf (Politiker)
Manfred Stumpf (* 30. März 1930 in Hettenleidelheim; † 28. Mai 2010 ebenda) war ein deutscher Politiker (SPD).

## Leben und Beruf
Nach dem Besuch der Volksschule in Hettenleidelheim, dem Progymnasium und der Berufsschule in Grünstadt schloss sich eine kaufmännische Lehre an. Nach der Kaufmannsgehilfenprüfung 1950 arbeitete er als kaufmännischer Angestellter und als kaufmännischer Geschäftsführer eines Bauunternehmens in Grünstadt.

## Partei
Er war Mitglied der SPD.

## Öffentliche Ämter

### Landtag Rheinland-Pfalz
Stumpf wurde bei der Landtagswahl 1975 in den Rheinland-Pfälzischen Landtag gewählt und gehörte diesem für eine Wahlperiode vom 20. Mai 1975 bis 17. Mai 1979 an. Er war Mitglied im Petitionsausschuss.

### Kommunale Funktionen
Er gehörte dem Gemeinderat Hettenleidelheim, dem Kreistag Bad Dürkheim und dem Verbandsgemeinderat Hettenleidelheim an.

## Sonstiges Engagement
Stumpf war Mitglied der DAG und als Mitglied im Verwaltungsrat der Kreissparkasse Grünstadt aktiv.